# Jesús Guerra Zayas
Jesús Guerra Zayas (Cienfuegos, 20 de febrero de 1920- Alicante, 31 de enero de 1995), fue un músico, compositor y arreglista cubano

## Síntesis biográfica
El 20 de febrero de 1920 nació en la ciudad de Cienfuegos, en el centro-sur de Cuba, Jesús Guerra Zayas. Criado en el seno de una familia adoptiva, no había músicos entre sus más allegados. Tampoco en su familia biológica, con la cual se reencontraría en La Habana antes de cumplir los 20 años.
Durante su adolescencia escribía las letras y componía la melodía de sus boleros y guarachas. Aunque aprendió de manera autodidacta a tocar la guitarra, el bajo y después el órgano, por un buen tiempo se dedicó solamente al canto y a la composición musical.
En la década del 40 varios temas de su autoría se convirtieron en hit: “Bigote de gato”, “Un meneíto na má”, “Juanita Tripita”, conocido como “A mí qué”, “Tú verás, Margot”, “El tiburón” y “La bodega del Ñato”, entre otros.
“Bigote de gato”, inspirada en los bigotes de Manuel Pérez Rodríguez, un vecino del barrio capitalino de Luyanó, ha sido cantado por músicos del relieve de Daniel Santos, Vicentico Valdés y Bienvenido Granda.
Varias de sus composiciones integraron el repertorio de la orquesta cubana Sonora Mantancera, que se distinguió dentro de la música popular de la época con algunos temas de Guerra como “Cuando me fui de Cuba, “Esa sí es cheque”, “Cuando siento mi son” y “Niñas bonitas”.
El célebre Benny Moré incorporaría a su repertorio temas firmados por Guerra, como “Semilla de marañón” y “Tú verás Margot”. Otras personalidades de la música cubana mantendrían una relación no solo profesional con él, sino también de amistad, entre ellos Chano Pozo.

## Partida y establecimiento en Alemania
En enero del año 1955, Jesús Guerra salió de Cuba a España con el ballet de Jaime Camino por un contrato de trabajo. En Italia formó su propia agrupación, la Orquesta Cubana Cha-Cha-Cha, que lo llevó a Alemania, país donde residió y trabajó por más de 30 años, y donde difundió la música cubana. Además trabajó en naciones vecinas como España -que había sido el destino original de su viaje-, Francia, Suiza, Suecia y Finlandia.
Instalado en Europa, específicamente en Alemania, comenzó a utilizar el nombre de José Guerra.
En la Orquesta Cubana Cha-Cha-Cha figuraban músicos de la talla de Enriqueta Almanza, quien tocaba el piano. La voz fundamental era Lucy Collantes, esposa de Guerra, quien además bailaba cuando la ocasión lo precisaba. La agrupación se presentaba en salones de bailes, cabarets, bares, shows y espectáculos nocturnos, siempre con un formato que incluía piano, guitarra, batería, saxofón, dos trompetas y tumbadora. La temperatura de la Guerra fría influyó en que Guerra no regresara a Cuba hasta 1978, más de 20 años después de su partida. El hecho de que residiera en la Alemania Occidental, donde ni siquiera había un consulado cubano, postergó sus deseos de volver a la Isla.
Al parecer, Guerra nunca más volvió a tocar en Cuba, a pesar de haber visitado el país en varias oportunidades. No obstante, se mantuvo en contacto con músicos que se encontraban en los Estados Unidos, entre ellos Celia Cruz y Marcelino Guerra, el célebre autor de “Convergencias”, “Pare cochero”, “Me voy pal pueblo” y muchos otros temas.
Su carrera musical se detuvo alrededor del año 70, pues los espacios para la música en vivo fueron disminuyendo a medida que las discotecas se generalizaban. A partir de entonces se dedicó a trabajar como obrero en lugares como la empresa Hanomag, y solo los fines de semana tocaba de manera ocasional en algunas agrupaciones de pequeño formato.

## Temas más relevantes
1. La bodega de Ñato
2. Las niñas bonitas
3. Oye, aquí está
4. Yo soy tiburón
5. Lo dice usted
6. Esa si es cheque
7. Cuando siento el son
8. Bigote de gato
9. Un meneíto namá
10. Cuando siento el son
11. Bartolo suelta el saco
12. Té, chocolate o café
13. Semilla del marañón
14. Mi dulce amante
15. A mi qué
16. La paquetona
17. Retiro y muerte

Al principio de los años 80 se radicó definitivamente en la ciudad de Alicante, España, donde murió el 31 de enero de 1995, víctima de la cirrosis hepática.